# Un 32 de agosto en la Tierra
Un 32 de agosto en la Tierra (en el original en francés Un 32 août sur terre) es una película dramática canadiense de 1998 dirigida y escrita por Denis Villeneuve, en su debut como director, y producida por Roger Frappier. Se proyectó en la sección Un Certain Regard del Festival Internacional de Cine de Cannes de 1998. Alexis Martin ganó el Premio Iris al Mejor Actor. La película fue seleccionada como la participación canadiense a la Mejor Película en Lengua Extranjera en la 71.ª edición de los Premios de la Academia, pero no fue nominada.

## Argumento
A raíz de un accidente en la carretera, la modelo fotográfica Simone (Pascale Bussières) decide que concebir un bebé con su mejor amigo Philippe (Alexis Martin) es la única forma de darle un sentido al vacío en su vida. Philippe acepta a regañadientes la condición de que conciban en un desierto.